# 7627 Wakenokiyomaro
7627 Wakenokiyomaro este un asteroid din centura principală de asteroizi.

## Descriere
7627 Wakenokiyomaro este un asteroid din centura principală de asteroizi. A fost descoperit pe 18 februarie 1977 la Kiso de Hiroki Kosai și Kiichiro Hurukawa. Asteroidul prezintă o orbită caracterizată de o semiaxă mare de 2,88 ua, o excentricitate de 0,11 și o înclinație de 3,7° în raport cu ecliptica.